# Aki-la
Aki-la（狩人あきら、1981年9月19日-）は日本の女性歌手。神奈川県葉山町出身。

## 略歴
15歳の時、都内クラブイベントでのライブパフォーマンス中にロサンゼルスから帰国していた音楽プロデューサー"LIKA"と知り合いロサンゼルスでの音楽制作をするために渡米。現在のギャングスターラップの基盤を作ったアイス-Tのブレインで構成されたLIKAのプロダクション"NRG PRODUCTIONZ"のクルーと共にシンガーとしてのキャリアを積んでいく。
ストリートが一番のステージというLIKAの教えに従いデビュー前のステージは渋谷、ヴェニス、ハリウッドのストリートであった。そしてその海外でトレーニングをする姿をテレビ朝日の番組で追いかけ取材が放送された。目鼻立ちの綺麗な美人で日本人離れしたグラマーでセクシーなボディーの彼女がスターになっていく様子は流派-RやFUTURE TRACKS→R等の深夜番組でも特集が組まれ話題になり度々LIKAと共に深夜の音楽番組等に出演していた。
全くのブラックコミュニティーの中で人種や文化の違いの中で人種や文化の違いを超えながら、次第に評価をあげていきアイス-Tやスヌープ・ドッグをはじめとする多くの仲間にサポートを受けながら、1stアルバムの『Living On My Rough Street』を完成させる。
1stシングル『Freak da Club featuring SNOOP DOGG』は、それまでのスヌープ・ドッグの長い音楽活動でも 女性ボーカルとのコラボはマライア・キャリーのみだったが日本人かつ新人のアーティストとコラボした初の人物となる。
2ndシングル『New G Nation』は木村カエラ時代のテレビ神奈川『Saku saku』の2003年9月のエンディングテーマとして採用された。
現在の活動状況は不明で、SMEJサイト内公式サイトも2003年8月以降更新されていない。